# Камен Петров
Камен Драганов Петров е български офицер, генерал-майор, летец.

## Биография
Роден е на 1 януари 1931 г. в софийското село Батулия. Завършва Висшето военновъздушно училище в Долна Митрополия, след това Военната академия „Г. С. Раковски“. Бил е помощник-военен аташе в САЩ. След това от 1967 до 1971 г. е военен аташе в Атина. В периода 1973 – 1987 г. е началник на отдел „Планиране, развитие и координация“ в Разузнавателното управление на Генералния щаб на Българската народна армия и негов заместник-началник по оперативно-техническото, радио- и радиотехническото разузнаване. От 1987 г. е началник на новосъздадената Инспекция „Разоръжаване“ (под. 18 400). Остава на този пост до края на август 1990 г. Бил е заместник-началник на Разузнавателното управление на Министерство на народната отбрана. През 90-те години е секретар на Съвета за сигурност към президента Жельо Желев. Женен с две деца, съпруга Красимира Енчева Петрова. Починал на 1 май 1999 г. в София, Република България.